# Maximilian von Hoen

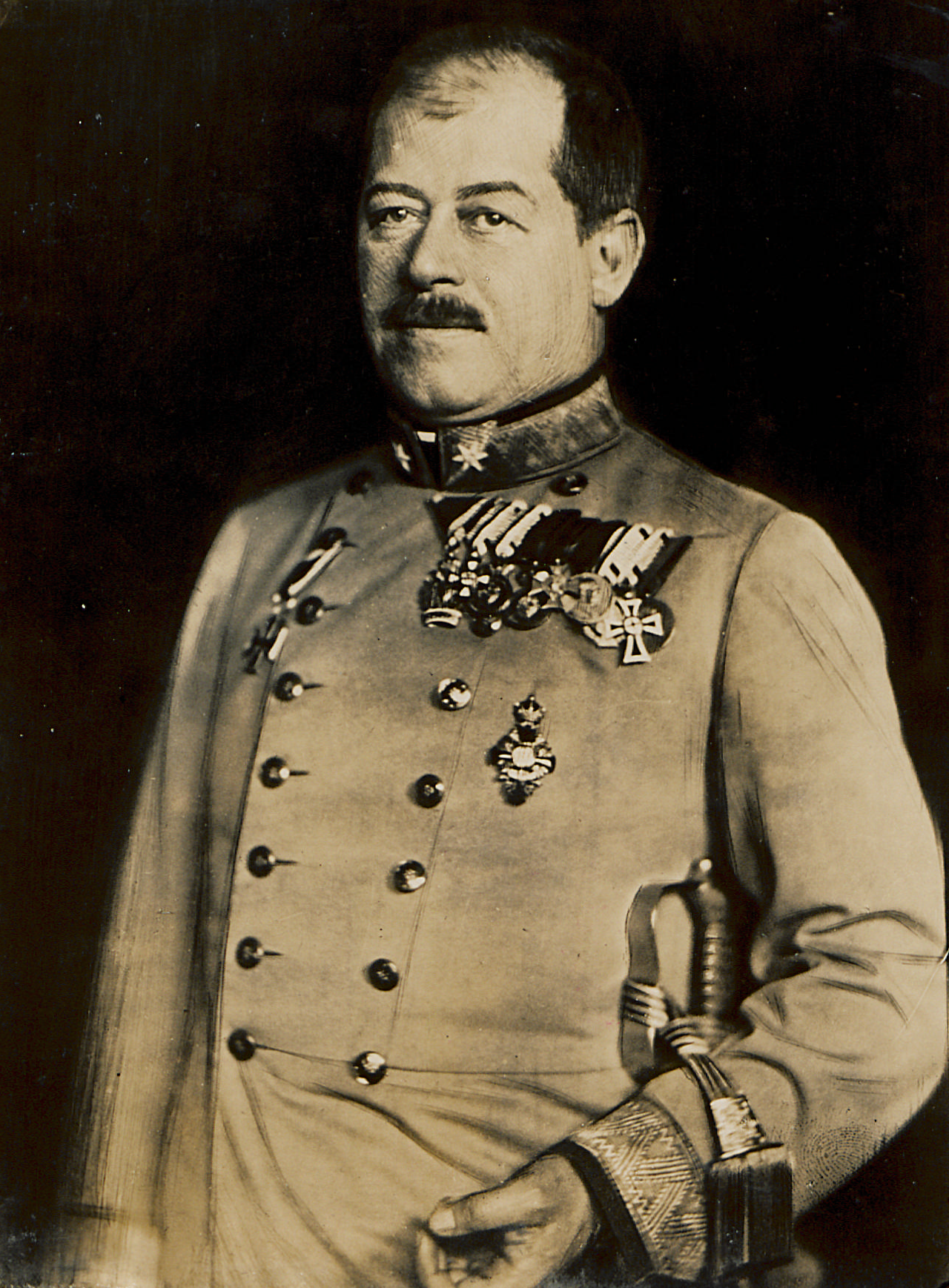
Maximilian von Hoen

Maximilian Ritter von Hoen (* 17. Februar 1867 in Fulda, Hessen; † 2. September 1940 in Wien) war ein k.u.k. österreichisch-ungarischer Feldmarschallleutnant, Militärhistoriker und Direktor des Kriegsarchivs in Wien.

## Leben
Sein Vater war der Major August Ritter von Hoen. Hoen kam 1884 an die Militär-Oberrealschule nach Mährisch-Weißkirchen.
Nach Besuch der Theresianischen Militärakademie wurde er 1887 als Leutnant des Infanterie-Regiments Nr. 4 der k.u.k. Armee ausgemustert, absolvierte die k.u.k. Kriegsschule und wurde Am 1. November 1893 dem Generalstab zugeteilt. 1903–1911 arbeitete er in der kriegsgeschichtlichen Abteilung des Kriegsarchivs.
Am 1. November 1890 wurde er zum Oberstleutnant und am 21. November 1911 wurde er zum Oberst befördert. Danach leitete in den Jahren 1911 bis 1912 als Vorstand das Pressebüro des Kriegsministeriums seinen Dienst, dann war er wieder im Kriegsarchiv tätig. Während des Ersten Weltkriegs leitete er das k.u.k. Kriegspressequartier von 1914 bis 1917. Am 11. März 1915 wurde er Generalmajor und am 10. März 1918 zum Feldmarschalleutnant befördert.
Ab 1916 war er Direktor des Kriegsarchivs, das er nach 1918 als international anerkannte Forschungseinrichtung erhalten konnte und bis 1925 leitete. Er war Verfasser, Mitautor und Herausgeber zahlreicher militärhistorischer Veröffentlichungen.